# La Rotonde (brasserie)
Pour les articles homonymes, voir La Rotonde.
La Rotonde est un café et brasserie du 105, boulevard du Montparnasse à Paris, repris en 1911 par Victor Libion. C'est un des célèbres cafés littéraires, artistiques et intellectuels de Montparnasse.

## Situation

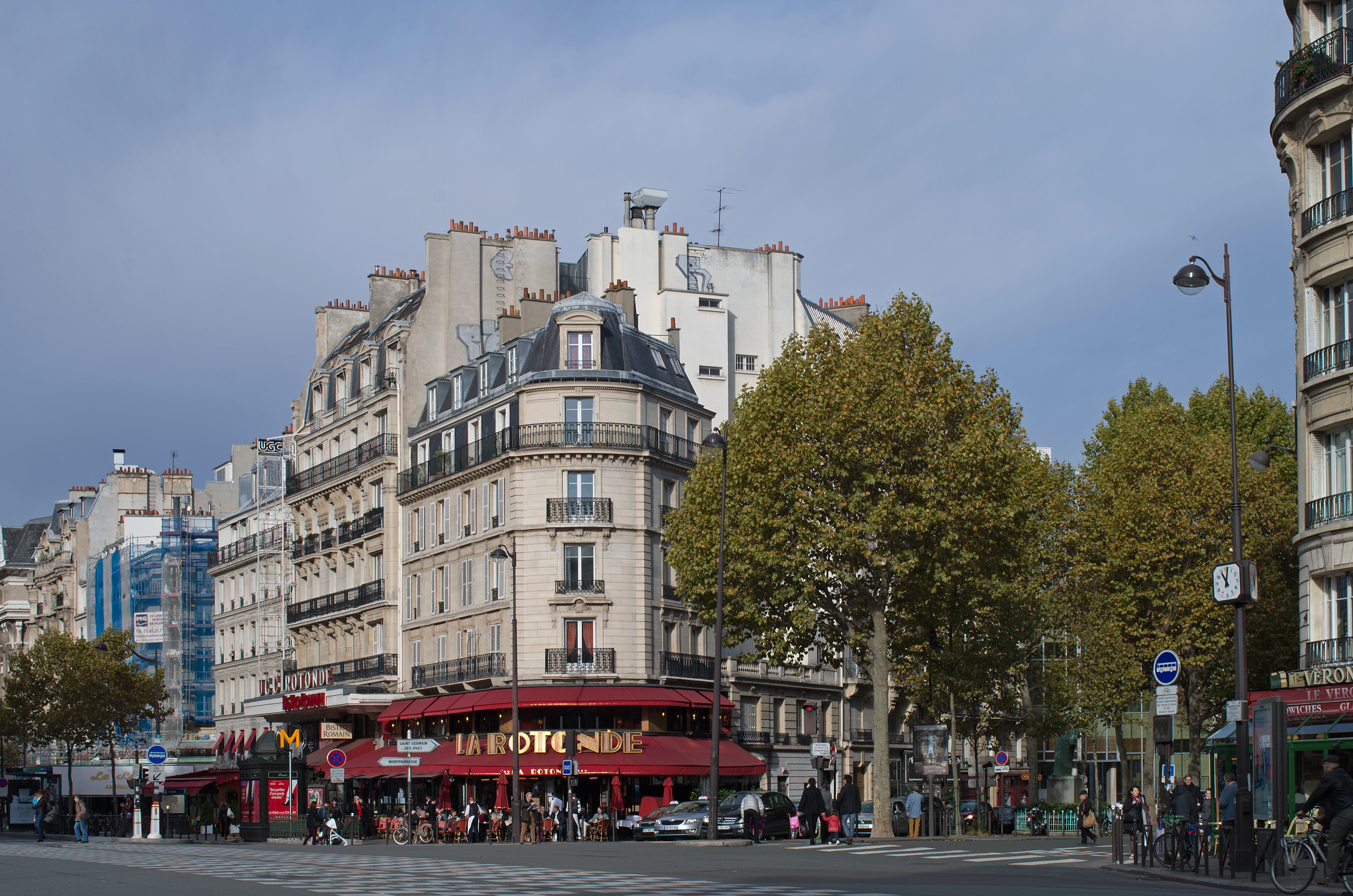
L'établissement, vu du « carrefour Vavin ».

Située au nord du « carrefour Vavin » (nommé officiellement place Pablo-Picasso depuis 1984), à un angle du boulevard Raspail et du boulevard du Montparnasse, il est un des lieux les plus fréquentés par les artistes et écrivains du Montparnasse de l'entre-deux-guerres, avec le Dôme et La Coupole, deux autres lieux de rencontre emblématiques de cette dernière artère. Notons que si ces deux derniers établissements, côté pair (sud) du boulevard du Montparnasse, sont situés dans le quartier du Montparnasse, dans le 14e, La Rotonde, côté impair (nord), est située administrativement dans le quartier Notre-Dame-des-Champs, dans le 6e, comme le sont également Le Select et La Closerie des Lilas, autres institutions du boulevard, elles aussi généralement associées à l’histoire des « Montparnos ».

## Historique
La Rotonde ouvre en 1903, en face du Dôme. À l'époque, il s'agit d'un bistro ouvrier. Il ėtait réputé pour ses « appareils à sous », placés autour du comptoir, qu'appréciait particulièrement Blaise Cendrars. En 1910-1911, un certain  Vladimir Illitch Oulianov, le futur Lénine, y venait souvent[réf. nécessaire]. 
En 1911, il est repris par l'Auvergnat Victor Libion, qui l'agrandit en y adjoignant les locaux de deux anciennes boutiques, afin de pouvoir aménager dans cet ensemble une grande brasserie. En 1918, à la suite d'accusations de trafic de cigarettes,, Libion doit vendre l'établissement. En 1924, La Rotonde englobe son voisin le café Le Parnasse, situé au 103, boulevard du Montparnasse. Un témoin, André Warnod, raconte l’inauguration du nouvel établissement : Gustave Kahn prononce un discours, les invités mangent et boivent gratuitement, ils regardent les tableaux accrochés aux murs à tous les étages et dans les escaliers.

Personnalités fréquentant La Rotonde au début du XXe siècle
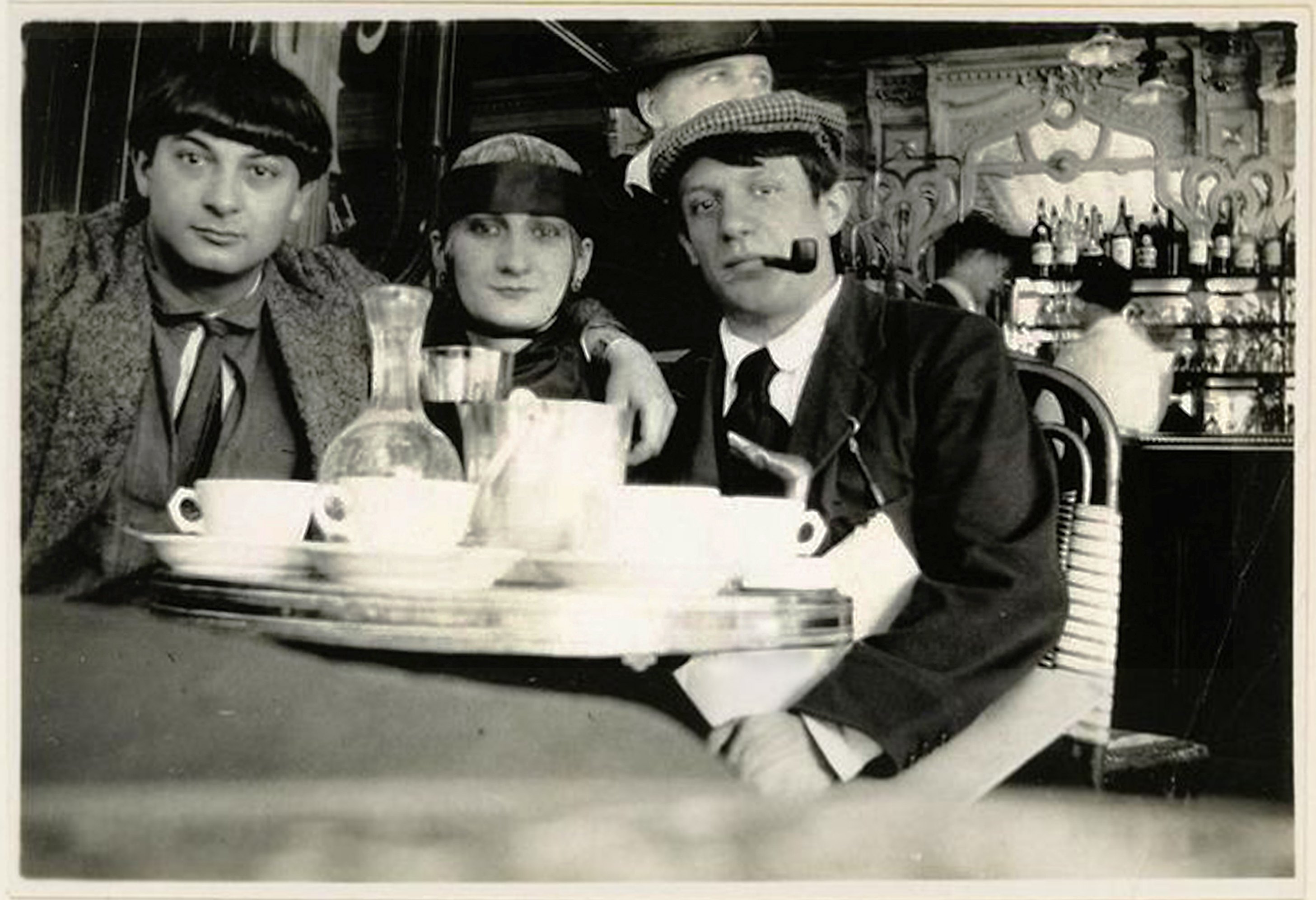
Pablo Picasso, Moïse Kisling et Pâquerette à La Rotonde (août 1916).
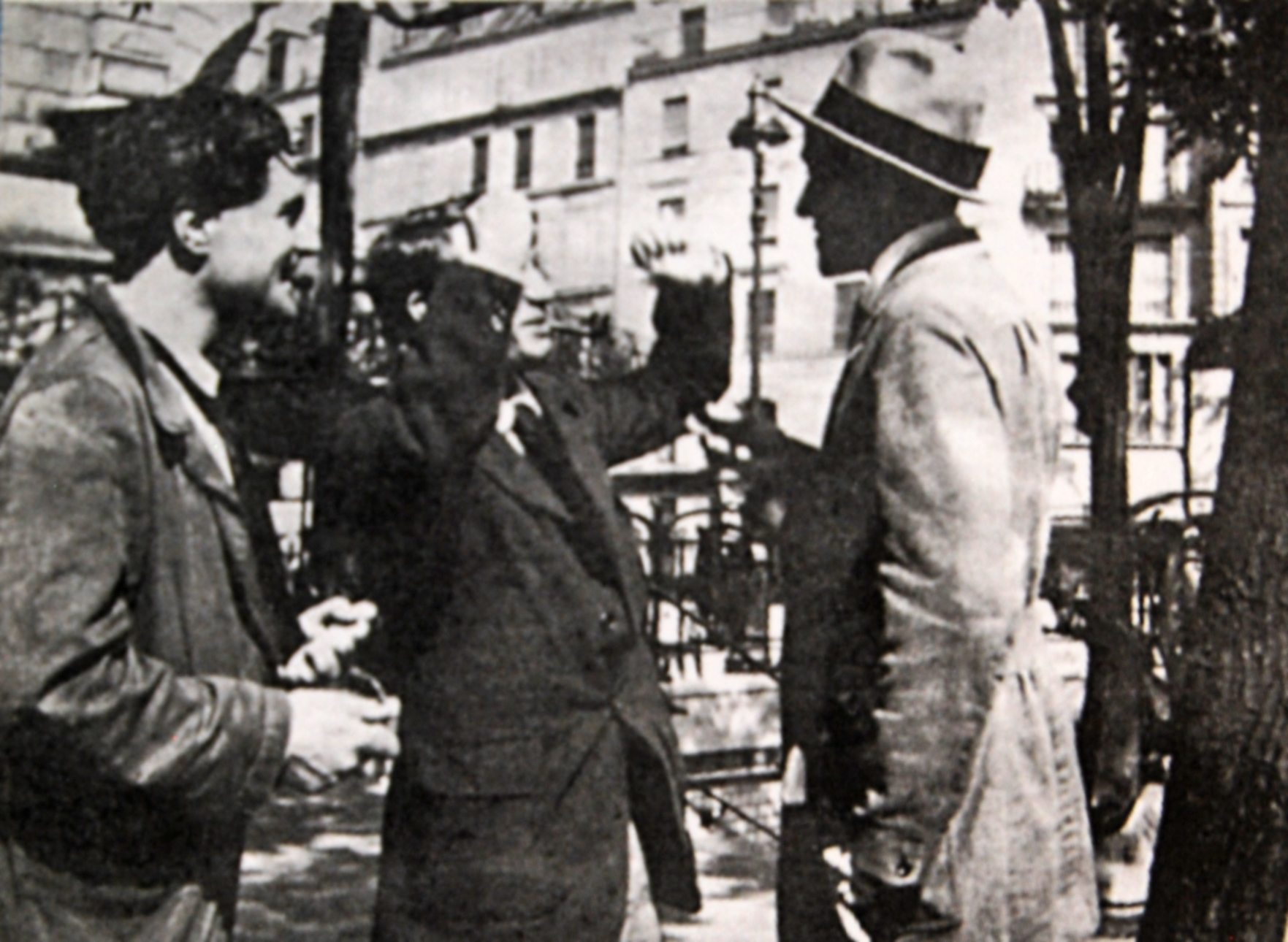
Amedeo Modigliani, Pablo Picasso et André Salmon devant La Rotonde, dans une photo prise par Jean Cocteau (1916).
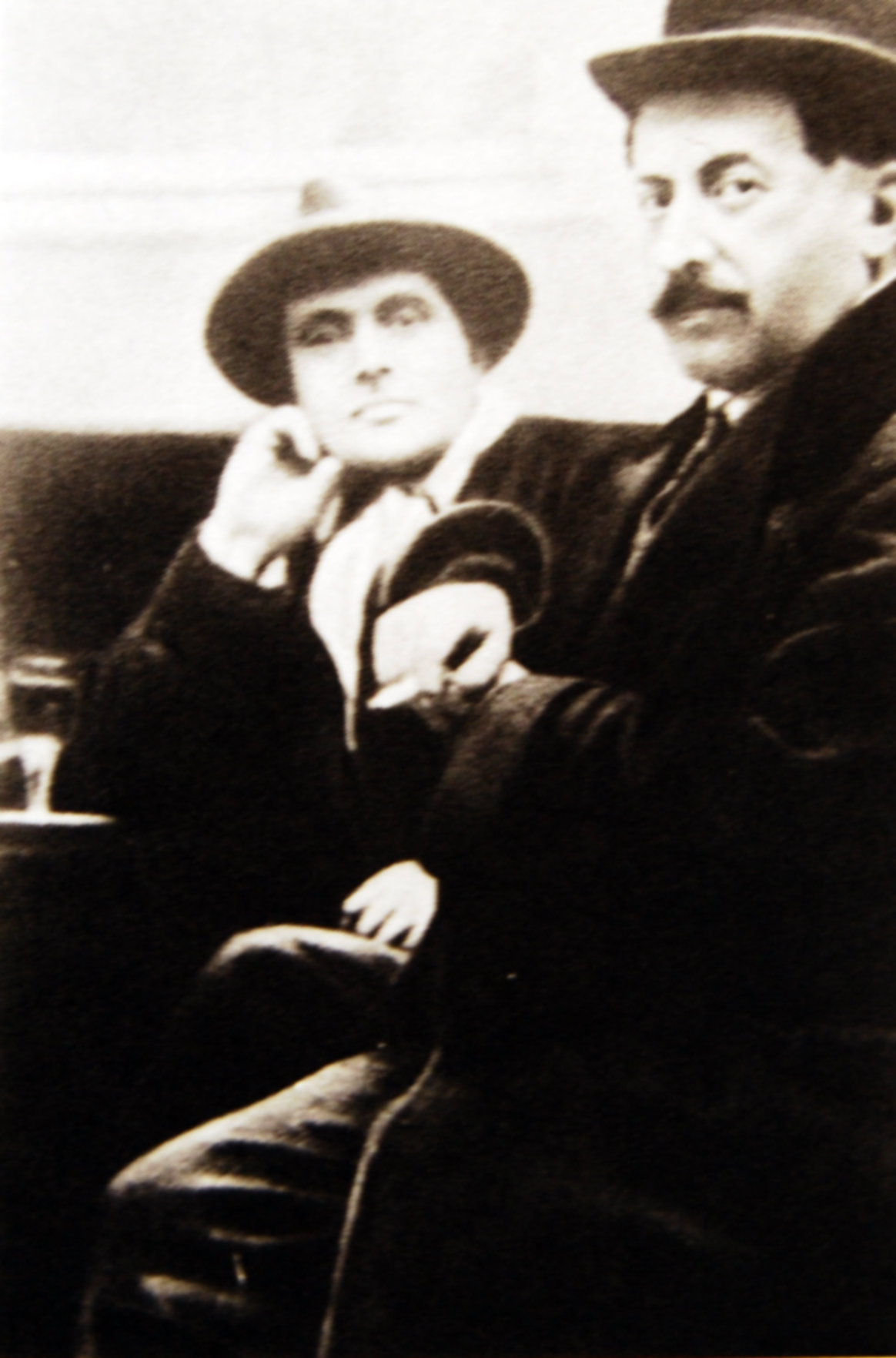
Amedeo Modigliani et Adolphe Basler à La Rotonde (c. 1918).
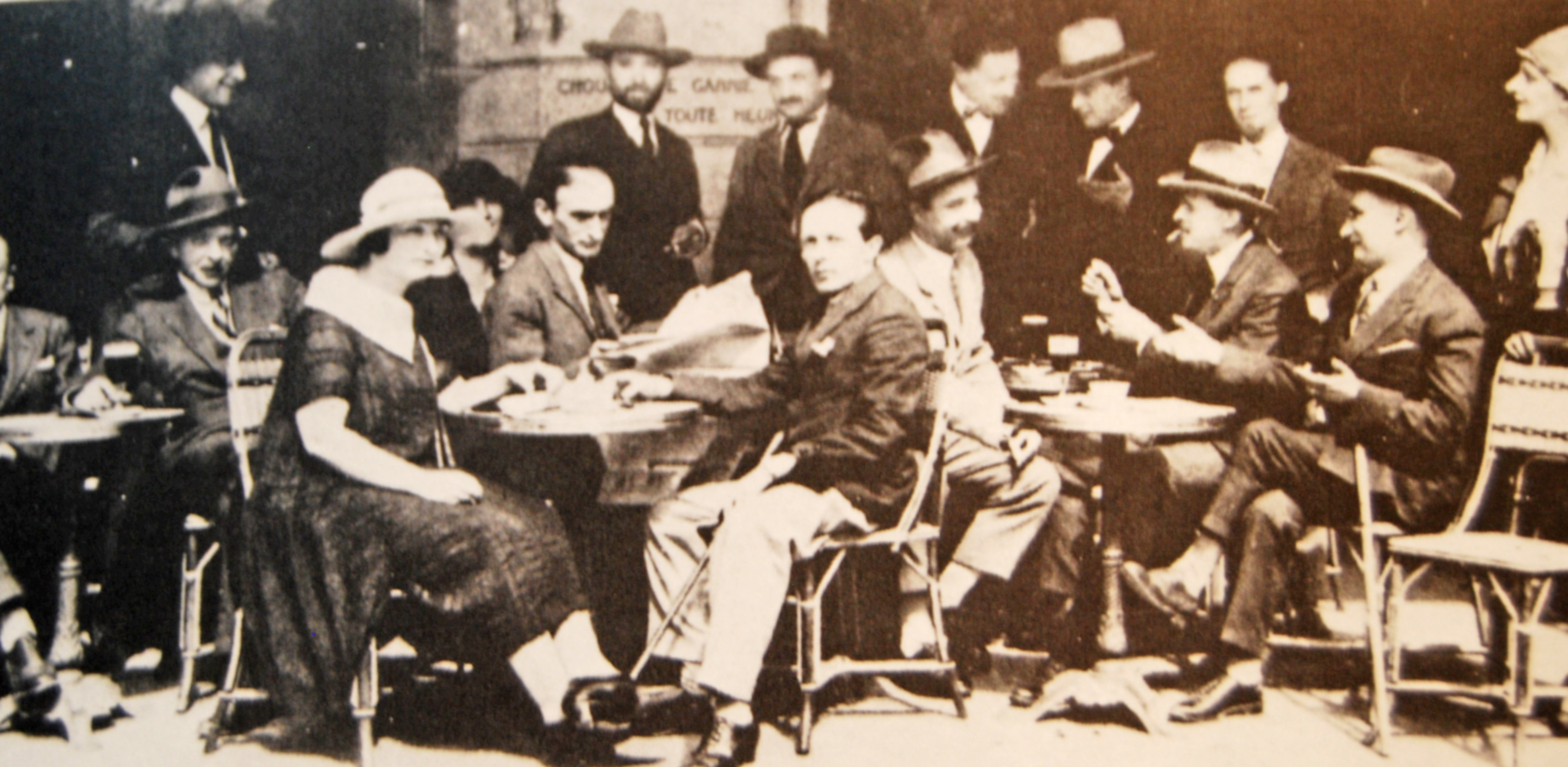
Léopold Zborowski et un groupe d'amis à la terrasse de La Rotonde (c. 1924).

En 1958-1959, l'établissement est entièrement rénové. Mais il est alors diminué d'une partie de ses locaux, ceux situés à la base de l'immeuble du 105, boulevard du Montparnasse, dans laquelle est créée une salle de cinéma inaugurée le 26 juin 1959. Ses promoteurs la baptisent « La Rotonde », comme le café-brasserie limitrophe devenu illustre. Rachetée par l'Union générale cinématographique en 1982, la salle unique est alors amputée d'une fraction de son espace (contiguë à la brasserie), qui est transformée en restaurant (longtemps et jusqu'à 2015 à l'enseigne Bistro romain du groupe Flo, puis Le Montaigne et enfin, actuellement, Les Sopranos), se retrouvant occuper à peu près la place de l'ancien café Le Parnasse. La partie restante du cinéma réaménagé est divisée en un complexe cinématographique de trois salles de projection, plus petites, l'UGC Rotonde.
La Rotonde est de nos jours un établissement prisé par de nombreuses personnalités des mondes politique et artistique. En 2011, François Hollande y célèbre sa victoire aux primaires socialistes.
Le 23 avril 2017, au soir du premier tour de l'élection présidentielle française de 2017, elle accueille Emmanuel Macron, arrivé en tête, ce qui suscite des critiques et un parallèle avec la soirée du Fouquet's du 6 mai 2007 de Nicolas Sarkozy,,.
Le samedi 18 janvier 2020, vers 5 heures du matin, les locaux de la brasserie sont partiellement incendiés. « Les premières investigations s'orientent vers l'hypothèse d'un acte volontaire ».
Gérard Tafanel, président et copropriétaire de la Rotonde, est condamné en 2022 par le tribunal correctionnel pour avoir dissimulé une partie des recettes de l’établissement. Il est définitivement condamné en appel en mars 2024 à 12 mois de prison avec sursis.
En 2022, la Rotonde a réalisé 778 090 euros de bénéfices, sur un chiffre d’affaires de 9,8 millions d’euros. Depuis 2017, les deux frères à la tête de l’établissement ont chacun gagné 944 400 euros de dividendes.

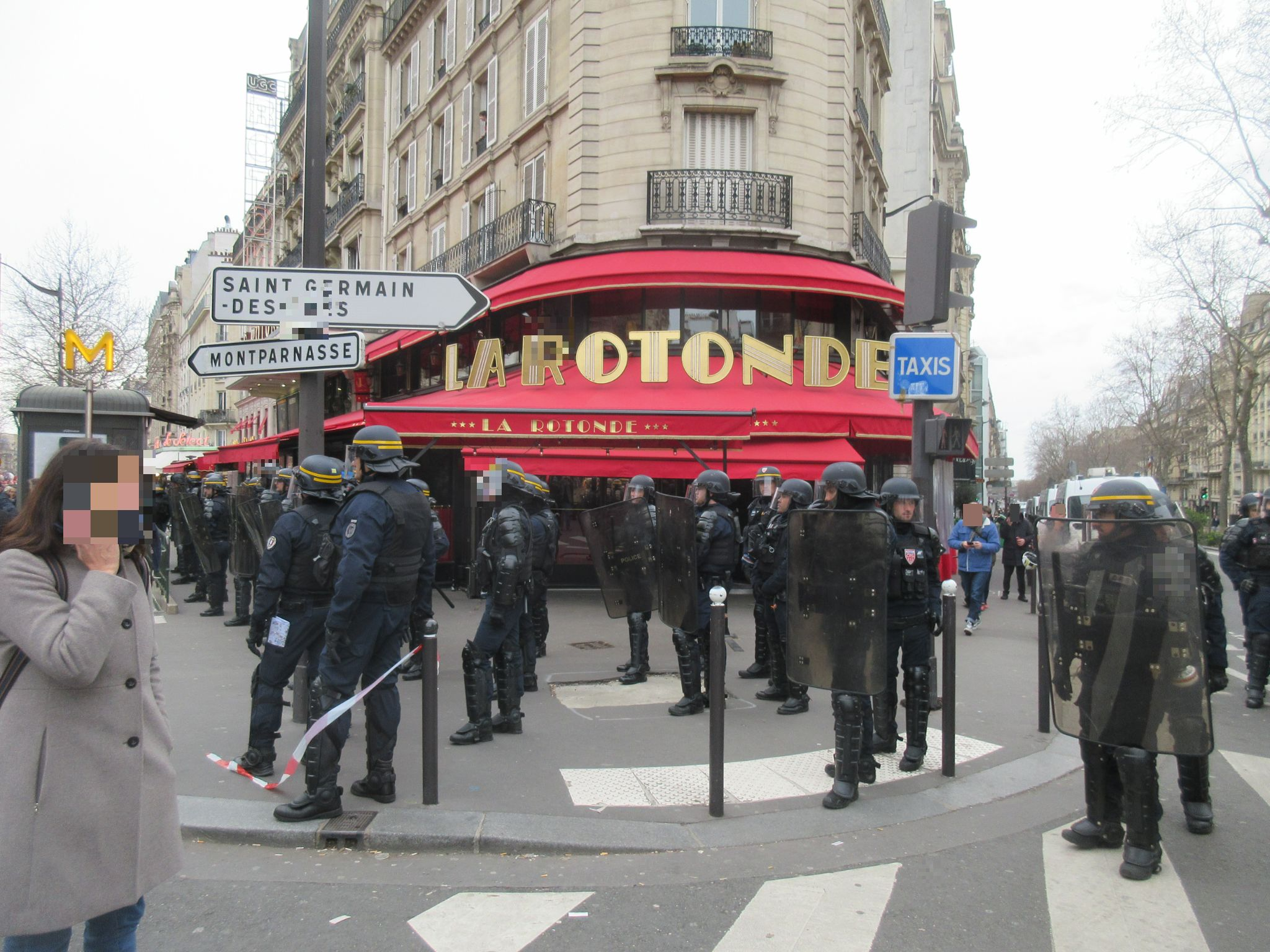
La Rotonde protégée par les CRS lors de la manifestation contre le projet de réforme des retraites du 15 mars 2023.

Le 6 avril 2023, lors d'une manifestation contre le projet de réforme des retraites, la façade de la brasserie est saccagée et un départ de feu survient sur l'auvent de la brasserie. À la suite de cet incendie, le président Emmanuel Macron appelle les gérants du restaurant afin de leur exprimer son soutien. Du fait de son statut de « brasserie préférée » du couple présidentiel, La Rotonde est en effet devenu un symbole, pris pour cible lorsqu'ont lieu des manifestations.

## Dans la littérature
Simone de Beauvoir raconte sa jeunesse dans Mémoires d'une jeune fille rangée (1958). Un soir, elle va pour la première fois dans un bar, rue Huyghens, en compagnie de deux amis, et boit pour la première fois de l'alcool. Ils se rendent ensuite à La Rotonde. Elle écrit : « Le temps n'existait plus : il était déjà deux heures quand je bus, au zinc de la Rotonde, une menthe verte. Autour de moi papillotaient des visages surgis d'un autre monde ; des miracles éclataient à tous les carrefours ».